# Amphilophus lyonsi
Amphilophus lyonsi és una espècie de peix de la família dels cíclids i de l'ordre dels perciformes.

## Morfologia
Els mascles poden assolir els 15 cm de longitud total.

## Distribució geogràfica
Es troba a l'Amèrica Central: zona atlàntica de Costa Rica (riu Coto) i de Panamà (riu Dupí).